# Belarima
Belarima là một chi bọ cánh cứng trong họ Chrysomelidae.
Chi này được Reitter miêu tả khoa học năm 1912.

## Các loài
Chi này gồm các loài:
- Belarima violacea (Lucas, 1846)